# Zygaena filipendulae
Zygaena filipendulae (Linnaeus 1758) је врста ноћног лептира (мољца) из породице Zygaenidae. Најчешћа је врста из рода Zygaena.

## Распрострањење
Zygaena filipendulae је честа врста на подручју Европе, искључујући северну Скандинавију и атлантску обалу Пиринејског полуострва. Насељава и Малу Азију, преко Кавказа до Сирије и Либана. У Србији је честа врста, јавља се од низијских предела до преко 1500 метара надморске висине. Може се срести на ливадама, пашњацима и шумским чистинама.

## Опис
Лептир је карактеристичан и веома упадљиво обојен, као и већина врста из овог рода. Предња крила су тамне металик зелене боје са шест црвених мрља, које понекад могу бито спојене што доводи до забуна у идентификацији јединки. Понекад ове мрље могу бити и жуте или чак црне. Задња крила су црвена са црном ивицом. Гусеница је обично бледо зелена са редовима црних тачака и длакава. Распон крила је  26–40 mm.
- приказ предњих и задњих крила
- гусеница

## Биологија
Z. filipendulae лети од маја до почетка октобра и често се може срести на ливадама на различитом цвећу. Презимљава у стадијуму гусенице, која се на пролеће улуткава. Гусеница се храни различитим зељастим биљкама, најчешће звезданом (Lotus corniculatus).